# Salah Jadid

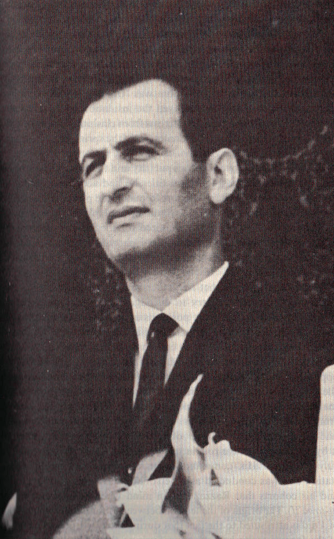
Salah Jadid

Salah Jadid (àrab: صلاح جديد, Ṣalāḥ Jadīd) (Latakia, 1926-Damasc, 19 d'agost de 1993) va ser un general sirià i figura política del Partit Àrab Socialista Baas a Síria, i el líder de facto del país des de 1966 fins a l'any 1970.

## Joventut i inici de la seva carrera
Jadid va néixer l'any 1926 a la vila de Dweir Baabda, prop de la ciutat costanera de Jableh, que al seu torn era prop de Latakia, en una família alauita. No obstant això, hi ha un altre informe on consta el seu naixement l'any 1924. Va estudiar a l'Acadèmia Militar d'Homs, i va entrar a l'exèrcit sirià el 1946. Jadid va ser originalment un membre del Partit Social Nacionalista Sirià (SSNP), però més tard es va convertir en membre del Partit Àrab Socialista Baas, liderat per Michel Aflaq i Salah al-Din al-Bitar, en la dècada de 1950 a través d'un soci de Akram al-Hawrani. Tot i així, Jadid va restar proper del PSNS; el seu germà, Ghassan, va ser un dels seus més destacats membres a Síria. Es va canviar de partit de nou en la dècada de 1950, quan es va convertir en un membre del Moviment Nacionalista Àrab, un partit que recolzava a Gamal Abdel Nasser. Jadid va donar suport a l'entrada de Síria a la República Àrab Unida (RAU), una unió de repúbliques composta d'Egipte i Síria.
Durant la RAU, Jadid estava estacionat al Caire, Egipte. Jadid va establir el Comitè Militar al costat d'altres Baasistes el 1959. L'objectiu principal del Comitè Militar era protegir la existència de la RAU. Al principi només hi havia quatre membres del Comitè Militar, el propoi Jadid, Hafez al-Assad, Abd al-Karim al-Jundi i Muhammad Umran. El Comitè Militar també va intentar salvar el Baas sirià de l'aniquilació. Els membres del Comitè van estar entre els qui van culpar a Aflaq per la decadència del Baas durant la RAU. El partit en el 3r Congrés Nacional de 1959 va donar suport a la decisió d'Aflaq de dissoldre el partit, però el Congrés Nacional de 1960, en què Jadid era un delegat representant de l'aleshores desconegut Comitè Militar, va revocar la decisió i va demanar el restabliment del Baas. El Congrés també va decidir millorar les relacions amb Nasser per la democratització de la RAU des de dins. Una facció dins del partit, encapçalada per al-Hawrani, treballava per la secessió de Síria. El Comitè Militar no va triomfar en els seus objectius, i al setembre de 1961 la RAU va ser dissolta. Nazim al-Qudsi, que va liderar el primer govern post-RAU, va perseguir Jadid i altres per la seva lleialtat nasserita, i tots ells es van veure obligats a retirar-se de l'Exèrcit Sirià fins que van poder tornar després del cop triomfant baasista del 8 de març de 1963.

## Home fort de la Síria baasista
El 23 de febrer de 1966, Amin al-Hafiz, president baasista nacionalista, va ser derrocat per una facció radical baasista encapçalada pel Cap d'Estat Major Salah Jadid. Un avís del cop d'estat per telegrama va ser enviat pel President Nasser a Nasim al-Safarjalani (El Secretari General de la Presidència del Consell), a la matinada del cop d'estat. El cop d'estat va sorgir de rivalitats faccionals entre Jadid del camp "regionalista" (''qutri'') del Partit Baas, que promovia ambicions per a una Gran Síria i el més tradicionalment panarabista Hafiz i la seva facció anomenada "nacionalista" (''qawmi''). Els seguidors de Jadid van ser vistos també com més radicalment d'esquerres. Però el cop va ser també amb el suport i direcció d'oficials sirians de les minories religioses, especialment els alauites i els drusos, mentre que Hafiz pertanyia a la majoria sunnita. Els alauites van governar Síria en endavant.
Mentre Jadid va quedar lluny de la vista del públic, com a segon secretari del Partit Baas, els homes afins a ell van arribar als càrrecs superiors de l'estat i de l'exèrcit: Nureddin al-Atassi, com a president del partit, president de l'estat i, posteriorment, primer ministre; Yousuf Zouayyen, com a primer ministre; Ibrahim Makhous com a ministre d'afers estrangers, Hafez al-Assad com a ministre de defensa; Abd al-Karim al-Jundi, com a cap de seguretat. Molts d'aquests homes eren alauites (per exemple, dels anteriors Makhous i al-Assad; Atassi, Jundi, i Zouayyen eren Sunnites), cosa que donava al govern un caràcter sectari. Alguns eren militars, i tots pertanyien al partit d'esquerres Baas.
Sota el govern a l'ombra de Jadid, Síria va alinear-se amb el bloc Soviètic i va seguir polítiques dures contra Israel i els estats àrabs "reaccionaris" especialment l'Aràbia Saudita, apostant per la mobilització per una "guerra" contra el sionisme més que no pas per aliances militars inter-àrabs. A nivell nacional, Jadid va intentar un socialisme de transformació de la societat siriana a ritme forçat, creant malestar i dificultats econòmiques. Opositors al govern van ser durament reprimits, mentre que el partit Baas va substituir al parlament a l'hora de fer les lleis i els altres partits van ser prohibits. El suport públic per a la seva acció de govern va decaure considerablement després de la derrota de Síria a la guerra dels Sis Dies de 1967, quan Israel va capturar els Alts del Golan, i com a conseqüència dels problemàtiques condicions internes del país.
Després de la guerra, en particular, les tensions van començar a augmentar entre els seguidors de Jadid i els que argumentaven que la situació exigia una postura més moderada en el socialisme i les relacions internacionals. Aquest grup va confluir al voltant del Ministre de Defensa Hafez al-Assad, que va protestar per l' "aventurisme" de Jadid, i va exigir una normalització de la situació interna per adoptar una constitució permanent, liberalitzar l'economia, i millorar les relacions amb els grups no baasistes, així com les relacions externes, buscant una aliança amb els estats Àrabs conservadors, com ara Jordània i Aràbia Saudita. Mentre Jadid va conservar la fidelitat de la majoria dels civils de l'aparell del Baas, Assad com a ministre de defensa a poc a poc, va afirmar el control de l'ala militar del partit. El 1969, Assad va purgar diversos partidaris de Jadid a l'exèrcit, i a partir d'aquell moment Jadid va perdre la seva preeminència a l'estat.

## Caiguda i mort
En 1970, quan el conflicte va esclatar entre l'Organització d'Alliberament de Palestina (OAP) i l'exèrcit jordà, Jadid va enviar tropes palestines de l'Exèrcit d'Alliberament de Palestina sota control sirià però dependents nominalment de l'OAP i que tenien base a Síria, a Jordània per tal d'ajudar l'OAP. Aquesta acció no va ser recolzada per Assad i l'ala més pragmàtica del Baas, i les tropes es van retirar. L'acció va ajudar a desencadenar el conflicte latent entre Jadid i Assad les dues ales del partit Baas a l'exèrcit. El partit Comunista Sirià es va alinear amb Salah Jadid. L'ambaixador Soviètic, Nuritdin Mukhitdinov va participar en la lluita pel poder. Hafez al-Assad es va molestar per la intromissió de la Unió Siviètica en la política de Síria, de manera que es va decidir, per espantar els Soviètics, per l'enviament de Mustafa Tlass a Beijing per aconseguir armes i conèixer el Llivre Roig del President Mao. El novembre de 1970, Jadid va intentar eliminar a Assad i el seu seguidor Mustafa Tlass, cosa que al seu torn va provocar que Assad posés en marxa un cop intern contra Jadid, anomenada Moviment Corrector. Jadid va ser detingut el 13 de novembre de 1970, i se'l va mantenir a la presó de Mezzeh a Damasc fins a la seva mort, mentre que al-Assad podria romandre en el poder fins a la seva mort l'any 2000. Jadid va morir d'un atac de cor en un hospital, el 19 d'agost de 1993.